# المصنعة (الملاح)

تعديل مصدري - تعديل

المصنعة هي إحدى قرى عزلة الملاح بمديرية الملاح التابعة لمحافظة لحج، بلغ تعداد سكانها 96 نسمة حسب تعداد اليمن لعام 2004.